# Kraški ovčar
De Kraški ovčar of Karstherder is een hondenras uit Slovenië.

## Geschiedenis
De Karstherder is ongetwijfeld nauw verwant met een aantal andere in Zuidoost en Oost-Europa inheemse berghonden. Hij zou in de 17e eeuw voor het eerst genoemd zijn. Het stamboek is geopend in de jaren ’30 en in 1939 werd de Zuidslavische berghond erkend door de FCI als de Illyrische herder. Na de Tweede Wereldoorlog bleken binnen dit ras echter aanzienlijke verschillen te bestaan. In 1968 leidde dat tot het scheiden van de Illyrische herdershond in de noordelijke Kraški ovčar en de zuidelijke Šarplaninac.

## Uiterlijk
De Karstherder is voor een berghond relatief klein, maar desondanks toch een forse hond. De schouderhoogte van de reu bedraagt 57-63 cm bij een gewicht van 30-42 kg. De teef meet 54-60 cm en weegt 25-37 kg. De hond is robuust gebouwd, iets langer dan hoog. De schedel is breed, de snuit iets korter dan de helft van de lengte van het hoofd. De oren zijn tamelijk klein, V-vormig en hangend. De staart is matig lang, hangend in de vorm van een sabel. De vacht is dubbel en dik, het bovenhaar is ca. 10-12 cm lang. De kleur is bij voorkeur donkergrijs, aan buik en poten lichter. De hond heeft een zwart masker.

## Gebruiksdoel
Het ras wordt traditioneel gebruikt voor het beschermen van vee en is tegenwoordig vooral actief als waakhond. Zoals een berghond betaamt is hij rustig en zelfstandig, terughoudend tegen vreemden en zelfs scherp, indien niet goed gesocialiseerd. Hij is zelfstandig, maar aan het gezin toegewijd.
Affenpinscher ·
Aidi ·
Anatolische herder ·
Appenzeller sennenhond ·
Argentijnse dog ·
Berner sennenhond ·
Bordeauxdog ·
Boxer ·
Broholmer ·
Bullmastiff ·
Ca de Bou ·
Cane corso ·
Cão da Serra da Estrela ·
Cão de Castro Laboreiro ·
Centraal-Aziatische owcharka ·
Cimarrón Uruguayo ·
Ciobanesc Romanesc de Bucovina ·
Deens-Zweedse boerderijhond ·
Dobermann ·
Dogo Canario ·
Duitse dog ·
Duitse pinscher ·
Dwergpinscher ·
Dwergschnauzer ·
Engelse buldog ·
Entlebucher sennenhond ·
Fila brasileiro ·
Grote Zwitserse sennenhond ·
Hollandse smoushond ·
Hovawart ·
Kaukasische owcharka ·
Kraški ovčar ·
Landseer ECT ·
Leonberger ·
Mastiff ·
Mastín del Pirineo ·
Mastín español ·
Mastino napoletano ·
Middenslagschnauzer ·
Newfoundlander ·
Oostenrijkse pinscher ·
Pyrenese berghond ·
Rafeiro do Alentejo ·
Riesenschnauzer ·
Rottweiler ·
Šarplaninac ·
Shar-pei ·
Sint-bernard ·
Tibetaanse mastiff ·
Tornjak ·
Tosa ·
Zwarte Russische terriër